# Mariánna Lympertá
Mariánna Lympertá (en grec moderne : Μαριάννα Λυμπερτά) est une nageuse grecque pratiquant la nage en eau libre, née le 25 juin 1979.

## Biographie
Le 4 août 2010, elle se classe troisième de l'épreuve du 5 km aux Championnats d'Europe de natation 2010 à Budapest. L'année suivante, elle est médaillée de bronze du 10 km des Championnats du monde 2011.